# Particule verbale
Une particule verbale est un nom utilisé en grammaire qui s'applique à certains mots grammaticaux et est utilisé, notamment, quand il s'agit de grammaire bretonne mais aussi de grammaire galloise. Ainsi « ne », équivalent breton du français « ne », est une particule verbale bretonne mais un adverbe français alors qu'ils ont exactement la même fonction.

## Particules verbales du breton
- particules affirmatives: e, a, da, ra,
- particules négatives: ne, na

On ajoute parfois o, mais c'est une préposition.

## Autres langues
S'agissant de la grammaire d'autres langues, on parle également de particule post-verbale ou de particule pré-verbale.